# Shake It Off (chanson de Taylor Swift)
Cet article concerne la chanson de Taylor Swift. Pour la chanson de Mariah Carey, voir Shake It Off.
Singles de Taylor Swift
The Last Time
(2013) Blank Space
(2014)
Shake It Off est le premier single du cinquième album de l'auteure-compositrice-interprète américaine Taylor Swift, 1989. Écrite par Taylor Swift, Max Martin et Shellback, cette chanson démarque la jeune femme de son style musical habituel qui est la country. Taylor a dévoilé la chanson lors d'une interview avec ses fans pour Yahoo! le 18 août 2014 ; le clip est sorti le même jour. Quelques heures plus tard, Shake It Off fut disponible sur toutes les plateformes de téléchargement.
Shake It Off a globalement reçu des critiques positives. Jusqu'au 6 septembre 2014, le single a été en tête du Billboard Hot 100 et devient alors la deuxième chanson de la chanteuse à avoir été en tête de ce même classement.
En août 2015, le clip a dépassé le milliard de vues sur YouTube.
Elle est réenregistrée lors de la sortie de 1989 (Taylor's Version).

## Création et sortie
Dès le 4 août 2014, Taylor a donné plusieurs indices sur le premier single de son cinquième album, via son compte Instagram[source insuffisante]. Lors de sa participation au talk show The Tonight Show Starring Jimmy Fallon, le 13 août 2014, Taylor a révélé qu'elle dévoilerait le premier single lors d'une interview avec ses fans pour Yahoo! le 18 août 2014. Durant l'interview pour Yahoo!, Taylor a annoncé le titre et la date de sortie de son cinquième album, ainsi que le clip de Shake It Off.

## Composition

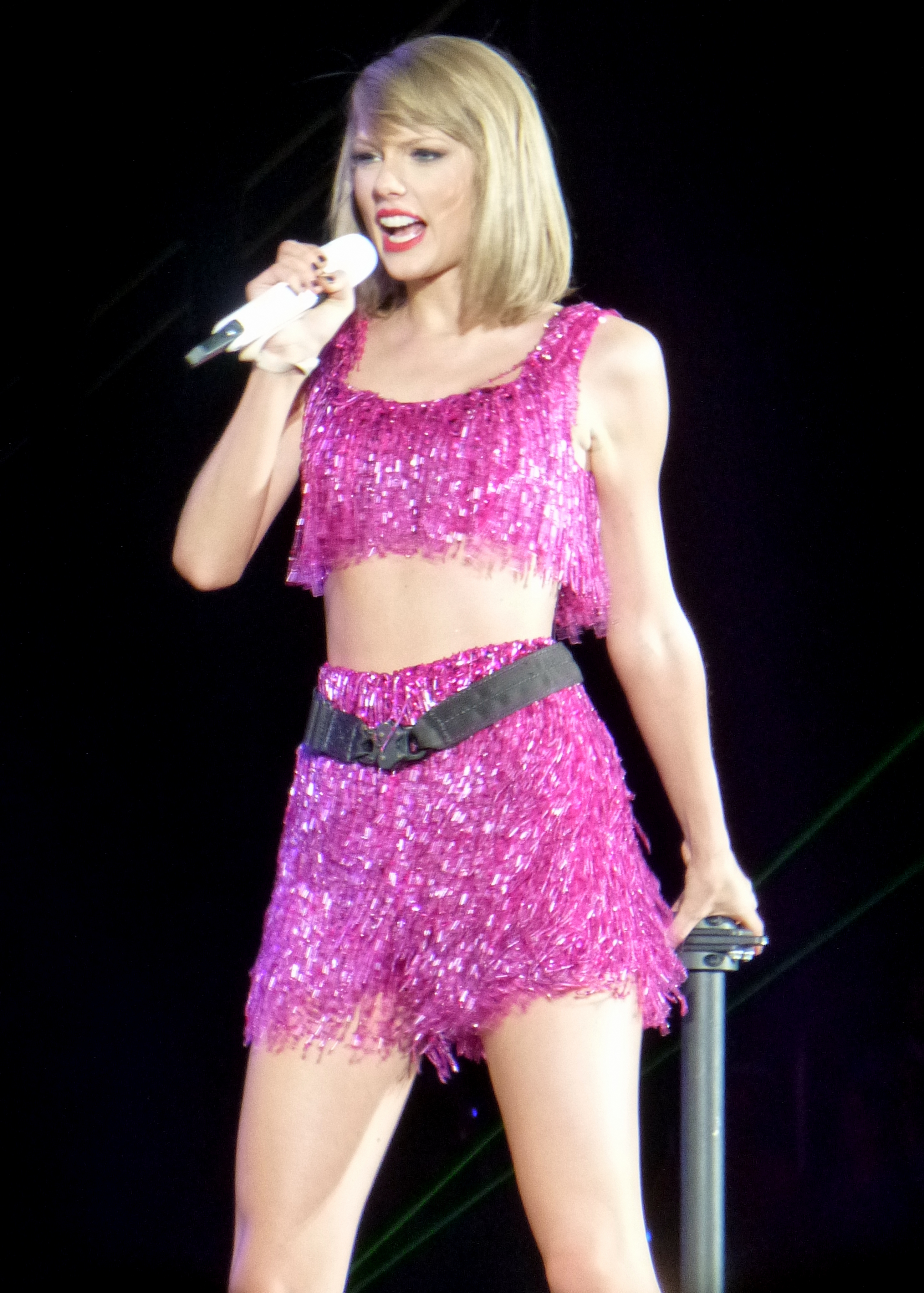
Taylor Swift interprétant Shake It Off en 2015

Écrite par Taylor Swift, Max Martin et Shellback et produite par Max Martin et Shellback, Shake It Off est une chanson pop qui dure trois minutes et trente-neuf secondes. L'instrument qui ressort beaucoup est le saxophone. Jason Lipshutz, du magazine Billboard, a comparé cette chanson à celle de Macklemore ; Thrift Shop (2013). Tandis que Carolyn Menyes l'a comparé dans le magazine Music Times à celle de Pharrell Williams ; Happy (2013). Shirley Halperin, du magazine The Hollywood Reporter, l'a décrite comme étant une « version up-tempo » de la chanson d'Idina Menzel ; Libérée, délivrée.
Lors d'une interview avec le magazine Rolling Stone, Taylor a expliqué le sens de la chanson : « J'ai appris que les gens diront ce qu'ils veulent sur vous à n'importe quel moment, et nous ne pouvons rien changer à cela. La seule chose que nous pouvons contrôler, ce sont nos réactions face à tout ça [...] Pendant des années, les gens ont disséqué ma vie, mes actes, mes choix, mes mots, mon corps, mon style, ma musique...Lorsque vous faites votre vie sous ce genre "d'examen minutieux", vous pouvez vous laisser faire ou vous pouvez l'esquiver. L'un ou l'autre, vous savez comment gérer la situation. Et je suppose que j'ai choisis de m'en débarrasser. »,.

## Critiques
Jason Lipshutz, du magazine Billboard, a déclaré que via cette chanson « Taylor a prouvé qu'elle a sa place parmi les reines de la pop ; comme vous avez pu le constater, cette chanson est un hit infaillible ». Tarynn Law, du magazine The 405, a tenu à féliciter la chanteuse pour cette chanson « entraînante ». Alice Vincent, du Daily Telegraph, a également trouvé la chanson « entraînante ». Molly Fitzpatrick, du The Guardian, a déclaré que la chanson était « accrocheuse », mais qu'elle ne montrait pas les talents d'auteure de Taylor.
Cependant, Kevin Fallon du magazine The Daily Beast, a déclaré que « la nouvelle direction de la carrière de Taylor est malheureusement déprimante », mais que Shake It Off était une « bonne chanson, cependant pas à la hauteur d'un tube digne des talents d'auteure de Taylor Swift ».

## Clip
Le clip est sorti le 18 août 2014 et a été réalisé par Mark Romanek. Le tournage a eu lieu en juin 2014, à Los Angeles, pendant trois jours. Taylor s'est exprimée sur le concept du clip :

« C'était une super expérience. Pendant trois jours, je me levais tous les matins, impatiente de commencer le tournage. Nous avions des danseuses qui faisaient le twerk ; c'était très fun. Elles essayaient de m'apprendre le twerk, mais je n'y suis pas arrivée. J'ai vraiment essayé [...] Je trouve cela époustouflant. Elles m'expliquaient tout, mais c'était au-delà de mes capacités. »

Selon le Music Times, le clip tourne autour de « Taylor qui assume le fait qu'elle ne sait pas danser et qui s'entoure donc des meilleurs danseurs de break dance, danse contemporaine, danse classique, danse jazz et même du cheerleading ». Elle a aussi tourné une scène avec une centaine de fans qu'elle a choisis via Twitter, Instagram ou après avoir reçu leurs lettres. Hugh McIntyre, du magazine Forbes, a noté que les différents personnages que Taylor incarne dans ce clip font référence à Beyoncé, Lady Gaga, Skrillex, Fergie et Gwen Stefani. En août 2015, le clip a passé la barre de 1 milliard de vues sur YouTube.

## Lives
Taylor a interprété Shake It Off pour la première fois sur scène le 24 août 2014, lors des MTV Video Music Awards. Le 4 septembre 2014, elle l'a chanté lors des Germany Radio Awards. Elle l'a également chanté lors des iHeartRadio Music Festival le 19 septembre 2014. En octobre 2015, Taylor a chanté cette chanson lors des X Factor UK, X Factor Australie, Stand Up For Cancer, Alan Carr : Chatty Man et Le Grand Journal.

## Classements
| Classement (2014)             | Meilleure position |
| ----------------------------- | ------------------ |
| Canada (Hot 100)              | 1                  |
| États-Unis (Hot 100)          | 1                  |
| Danemark (Tracklisten)        | 10                 |
| Espagne (Promusicae)          | 2                  |
| France (SNEP)                 | 6                  |
| Italie (FIMI)                 | 16                 |
| Nouvelle-Zélande (RMNZ)       | 1                  |
| Pays-Bas (Nederlandse Top 40) | 2                  |

## Certifications
| Pays              | Unités       | Certification |
| ----------------- | ------------ | ------------- |
| États-Unis (RIAA) | 10 000 000 + | Diamant       |